# のど自慢 (映画)
『のど自慢』（のどじまん）は、1999年の日本映画。東宝系で1999年1月15日に公開された。人気テレビ番組「NHKのど自慢」に出場しようと奮闘する様々な人たちの姿を、笑いと涙で綴ったハートウォーミング・コメディ。主演は室井滋と大友康平。
『音楽喜劇「のど自慢」〜上を向いて歩こう〜』（おんがくきげき のどじまん うえをむいてあるこう）と題して2017年に舞台化された。

## 概要
本作の「のど自慢」は、桐生市市民文化会館(シルクホール)からの放送という設定で行われ、作中のセリフによると、本選出場枠の20組を目指して予選会には250人ほどの人たちが参加している。
ちなみに実際のNHKの「のど自慢」の本選では、全ての一般参加者の歌唱後にゲスト歌手の歌唱シーンがあるが、本作ではゲスト歌手が歌うシーンはない)
また、NHKは題材として取り上げる許諾をしただけで、製作や宣伝のタイアップやロケ協力は行っていない。

## あらすじ
毎週日曜日のお昼に放送される素人参加型の人気テレビ番組「のど自慢」が、1月の今週末にここ群馬県桐生市で開かれる。ハガキ選考を通過した荒木家の大黒柱・荒木圭介など200人を超えるの歌好きな地元の人たちが、土曜日の予選会に向けて各々歌唱曲の練習に励む。その頃細々と地方巡業をしてきた演歌歌手・赤城麗子は、偶然故郷である桐生市に仕事でマネジャーと久しぶりに訪れる。
失業中の圭介は焼き鳥店で数日間の研修を受けるが、時々ミスをしては指導係から注意を受ける。そんな中採用試験が「のど自慢」の予選会と同じ日になり、圭介は家族の協力を得て歌に加えて焼き鳥作りも練習することに。一方麗子は営業先を周って歌を披露するが、温泉旅館の客たちは酒に酔って仲間との会話に夢中でちゃんと聴いてくれない。実家に一時帰宅した麗子は、父と話す近所の男性が、「娘がのど自慢の予選に出られなくなった」と予選会のハガキを捨てていくのを目にする。
土曜日の予選会を迎え午前中から始まった受付には長蛇の列となるが、離れた場所で歌を練習する麗子の姿があった。実家で予選会のハガキを拾った麗子は、知名度が低いことを逆手に取り素人のフリをして「のど自慢」にすることを決めたのだ。参加者の女子高生に他人名義のハガキでの出場を知られた麗子は曲の交換を頼まれ、渋々受付で許可をもらった後急遽歌を覚え直す。焼き鳥店の実技試験を受ける圭介は昼休憩に受付を済ませるが、試験は午後も続き本番に間に合うか気が気でない。
夕方ようやく試験を終えた圭介は急いで会場に向かい歌を歌うが、結果は惜しくも不合格となってしまう。しかし帰宅後主催者から参加者の1人の都合が悪くなり、圭介の繰上げ合格となったことが知らされ家族と共に本戦出場を喜ぶ。同じく本戦出場を決めた麗子は、マネジャーから「万が一合格の鐘が鳴らなければ恥」と出場辞退を迫られるが「その時は歌手を辞める」と言ってしまう。そして日曜日に「のど自慢」が始まり、会場の客席やテレビの前の人たちは参加者たちの歌を楽しみ、涙あり笑いありの一時を過ごすのだった。

## スタッフ
- 監督：井筒和幸
- 脚本：安倍照男、井筒和幸
- プロデューサー：李鳳宇、石原仁美、根岸洋之
- 撮影：浜田毅
- 音楽：藤野浩一
- 音楽プロデューサー：伊藤圭一
- 挿入歌：赤城麗子（室井滋）「おしどり涙」（作詞：あべとら、作曲：三木たかし）
- エンディング曲：のど自慢オールスターズ「上を向いて歩こう（のど自慢ver.）」(原曲の作詞：永六輔／作曲：中村八大／原曲は、1961年に坂本九が歌唱した)。
- 編集：冨田功
- 製作：シネカノン・東宝・日活・ポニーキャニオン
- 配給：東宝・シネカノン

## キャスト
赤城麗子（藤本鈴子）
演 - 室井滋
売れない演歌歌手。本作の冒頭で群馬県を仕事で周った後実家がある桐生市に訪れる。新曲の『おしどり涙』を引っさげて地方のCDショップや温泉旅館のショーのゲストなどで歌ってきたがあまり手応えがない状態。性格の表裏が激しく仕事の関係者や唄を聞いてくれる客には愛想良く振る舞うが、自身のファンではない一般人には嫌味を言ったり面倒臭そうに対応している。「一度でいいから大勢の人の前で歌ってみたい」という気持ちが生まれて「のど自慢」に参加し、予選会で里香と曲を交換して『TOMORROW』を歌う。
荒木圭介
演 - 大友康平
フランチャイズの移動販売型の焼き鳥店「ピーコちゃん」で数日間の研修中。明るいだけが取り柄で、おちゃらけた性格でどん臭い所があるため色々とミスをしたり転んだりしている。これまでに外車のセールス、レンタルビデオ屋、台湾への建築斡旋業、いなり寿司の卸業者、ラーメン屋など様々な仕事を始めては辞めてきた。座右の銘は「人生はガッツとファイト」。尾崎紀世彦のファンで、「のど自慢」では『また逢う日まで』を選曲。

### 麗子の主な関係者
マネージャー・須貝
演 - 尾藤イサオ
麗子が高校卒業してすぐから10年以上に渡りマネジャーを担当。麗子と二人三脚で地方営業に付き添い、「おしどり涙」のカセットやCDを客に手売り販売してきた。「おしどり涙」は麗子にとって久々の夫婦ものでヒットすると見込んで、いつも以上に力を入れている。しかしCDやカセットの売れ行きが振るわず頭を悩ませる。土曜日の早朝に麗子が宿泊先のホテルを先にチェックアウトしてどこかへ行ったため探し回り、「のど自慢」の予選に出ていたことを知って口論となる。
麗子の父
演 - 小林稔侍
桐生市で散髪屋を営み、1人で暮らしている。久しぶりに帰宅した麗子が30万円ほど金が必要になったと知り、クレジットカードを渡して金を融通する。細々と歌手活動をする麗子のことを気にかけており、歌手の仕事に迷いが生じている娘に言葉をかける。本選当日は客を散髪しながら店内のテレビで「のど自慢」を視聴する。

### 荒木家
荒木美代子
演 - 松田美由紀
圭介の妻。長年夫婦をしているが今でも圭介と仲睦まじく人前でのろけることもある。美子から日常的に圭介のことで愚痴を聞かされるため、少々肩身が狭い。ちなみに子どもたちには炭酸飲料はあまり飲ませないようにしている。本選に聡美、宏美、久美と共に会場から圭介を応援する。
荒木美子
演 - 佐々木すみ江
美代子の母。圭介の義母。「のど自慢」のファンだが、カラオケ好き過ぎる圭介のことをあまり快く思っておらず、「求職中なのに歌ばかり歌っていて町内の笑いものだ」と愚痴っている。圭介が移動販売の焼き鳥屋で生活費や孫たちの学費を払えるのか不安に思っている。
荒木聡美
演 - 工藤浩乃
荒木夫妻の長女。中学3年生で高校受験を控えており、家計のことを考えて塾には行かず学校と自宅で勉強している。真面目な性格で勉強好き。フランソワ・トリュフォーの本などを読んでいる。
荒木宏美
演 - 佐藤芙雪
荒木夫妻の次女。中学1年生か2年生。自宅で圭介の採用試験前の焼き鳥を作って販売する最終チェックの練習に付きそう。焼き鳥のネタの見分けがつく。少々言葉がきつい所がある。
荒木久美
演 - 磯部詩織
荒木夫妻の三女。小学校低学年ぐらい。粘土で作った焼き鳥の具材で協力する。のど自慢予選日前日に圭介と宏美と歌の練習に付きそう。また、焼き鳥の採用試験では客のフリをして、試験官の見ている前で圭介の仕事ぶりを褒める。嫌いな食べ物は、玉ねぎ。
荒木琴美
演 - 向田暎子、向田翔子
荒木夫妻の四女。幼児。自宅で過ごす時は、いつも美代子に抱っこされている。土曜日に美代子が琴美の世話を美子に頼んで「買い物に行く」と誤魔化して予選会に行ってしまう。
ミッキー
演 - ミッキー
荒木家で飼われている中型犬。家の前の犬小屋で寝起きしている。

### 里香とその家族
高橋里香
演 - 伊藤歩
高校3年生で男女共学の高校に通う。聡美とは顔なじみだが、彼女のことを“お前”と呼ぶなど少々口が悪い。女性にしては言動がややガサツな所があるが、本人曰く「人のことを心配するのが苦手」とのこと。赤城麗子として歌手活動をする鈴子のことを知る数少ない一人。将来の夢は歌手になることで、歌に自信があり「『のど自慢』の予選で落ちるはずがない」と思っている。「のど自慢」の予選会で麗子と曲を交換し、『花〜すべての人の心に花を〜』を歌う。
高橋朋代
演 - （初瀬かおる）
里香の姉。不倫相手の子供を妊娠中。本人は「彼(不倫相手)は私と再婚するために奥さんと別れた」と思っているが、母からは「奥さんと別居しただけの状態」と言われている。妊娠のことで母と言い合いになっている状況で、空気を読まず横から口を挟んできた里香に苛立つ。
里香の母
演 - りりィ
スナック「ほのぼの」のママとして働く。2人の娘を女手一つで育ててきた。夫は女好きで何年も前に家を出ており、里香は夫の顔を知らずに育った。不倫相手の子を産むつもりの朋代に「正式に離婚していないのに相手の子を出産すべきじゃない」と叱る。ただし、自身も一般的な手順(結婚→出産)を踏まず娘を出産した模様。

### 耕太郎とその家族
耕太郎老人
演 - 北村和夫
桐生市の一軒家に一人で暮らしている。いつ頃からかは不明だが心を閉ざした孫・康太郎を自宅で預かり2人でのんびり過ごしている。仕事か趣味かは不明だが、シイタケを栽培している。自身が人前で歌う姿を見せることで、康太郎に勇気を持ってほしいとの思いから「のど自慢」に参加し、『上を向いて歩こう』を歌唱する。
康太郎
演 - 三浦斗夢
耕太郎の孫。小学生。何日か前まで両親と一緒に暮らしていたが、学校を不登校になり耕太郎の家で暮らし始めた。耕太郎と行動を共にしているが上手く話せず、消え入りそうな声で本を読むことはできる。予選会に参加する耕太郎に連れられ会場に訪れる。趣味はカメラ。
耕次
演 - 並樹史朗
耕太郎の息子で、康太郎の父。妻と東京で暮らしている。サンパウロの支店長代理として転勤が決まり、2週間後に家族でブラジルに出発する予定。電話で耕太郎に転勤の話を伝える。
耕次の妻（まさえ）
演 - 青梗菜悦子
康太郎の母。無口になった康太郎のことを心配しており、耕太郎に電話をかけて息子の様子を尋ねる。

### 主人公2人と関わるその他の主な人たち
地元のプロモーター・足立
演 - 光石研
麗子に桐生市での仕事を斡旋しており、数日前から須貝と携帯電話で仕事のやり取りしてきた。麗子、須貝の2人とは藪塚温泉のとあるホテルで初対面する。調子のいい性格で表向きは陽気で麗子と須貝を盛り上げているが、内心「歌手としては成功しなさそう」と思っている。
名曲堂の店主
演 - 山谷初男
レコード屋「名曲堂」を経営し、カセットやCDなどを販売している。須貝から「地元出身の麗子のCDだから50枚は売れる」と言われて店にCDを置き、店内で彼女に「おしどり涙」を歌ってもらうがさっぱり売れないため彼に苦情を言う。
ミーハー息子
演 - 近藤芳正
「名曲堂」の店主の息子。30歳。普段は婿養子として妻の実家がある新潟県で暮らしているが、桐生市で「のど自慢」が開かれると聞き実家に一時的に帰省した。「名曲堂」に営業に来た麗子の生歌を聞いた後、藪塚温泉に営業に行く彼女と須貝を車で送る。歌好きで、本人曰く「中学生の頃に年を誤魔化して『のど自慢』に出場したことがある」とのこと。
散髪屋の常連客・小林
演 - 笹野高史
畳屋を経営しているおじさん。麗子の父と親しくしており、散髪以外にも時々店に訪れて雑談を交わす。赤城麗子として歌手活動をする鈴子のことを知る数少ない一人。顔なじみの麗子のことを応援している。理由は不明だがいつもアゴにマスクをしている。娘・佳織が「のど自慢」に応募したことを知るが、出場に反対し娘と言い合いになる。
小林佳織
演 - 弘中麻紀
小林の娘。1年前に「のど自慢」に出場した男性のプロポーズの様子を見て、自身も同じように恋人にプロポーズしたくなって「のど自慢」に応募する。福助人形に顔が似ているとの理由で、父親から“福助”と呼ばれる。
ピーコちゃんの先輩
演 - 坂上香織
圭介より一回り以上年下だが、焼き鳥屋では先輩。「ベイシア」の店先や遊園地などを借りて移動販売車を停車して焼き鳥を販売している。これまでの約2週間、圭介に焼き鳥の作り方や接客の仕方などを指導してきた。しっかり者な性格で、年上の圭介にも気遣いすることなく厳しく注意する。
ピーコちゃんの試験官
演 - 石丸謙二郎
圭介に焼き鳥「ピーコちゃん」の採用試験の審査をする。実際のお客さんの前で圭介に焼き鳥を作り・売る作業をしてもらい、接客・調理・衛生について細かくチェックする。

### 「のど自慢」の参加者
予選会のみの参加者や大会での歌唱シーンのない参加者も含める。
タクシーの運転手・近藤
演 - 竹中直人
客としてタクシーに乗ってきた住職を乗せる。予選会で『さよならをもう一度』を歌唱する。
あずさ1号2号
演 - あずさ1号（木下ほうか）、あずさ2号（徳井優）
解体業者の2人組。のど自慢に出場するため仕事の合間などに『あずさ2号』を2人で練習している。1号は歌には自信があり、『あずさ2号』で下のパート(ハモリ)を担当するがやや短気な性格。2号は同曲で上のパート(主旋律)を担当するが1号につられて下のパートを歌ってしまうことがあり、よく1号からダメ出しを受けている。
赤いブレザーを着た青年2人組
演 - 赤ブレ1号（高橋正字）、赤ブレ2号（高橋清文）
あずさ1号2号と同じく、『あずさ2号』で予選会に参加する。本番前にトイレであずさ1号2号と鉢合わせしてライバル心を持つ。
フーテンの寅さん
演 - キャベツ白坂
「男はつらいよ」の主人公・フーテンの寅(車寅次郎)の格好をしている。予選会に向かうがホールの場所が分からず商店街で困っていた所、偶然出会った須貝に道を尋ねる。予選のステージで歌い終わって感想を言う。
国定忠治のおばはん
演 - 仁科克子
国定忠治の格好をして『名月赤城山』で予選会に参加する。予選会が行われるホールの開場と同時に受付に走るが、勢い余って転ぶ。
「渚のシンドバッド」
演 - 田中一世、奈良崎真実、辛島美香、桜山りえ
女性看護師4人組。予選会の自分たちの出番までの時間を使って、ホールの外でナース姿で踊りながらこの曲をアカペラで仕上げの練習をする。
「六本木心中」
演 - 岩崎あつ子
デニムのホットパンツを履いた20代後半ぐらいの女性。
「ジョニィへの伝言」
演 - 春風ひとみ
グレーのタイトロングスカートを履いた30代後半ぐらいの女性。
「サン・トワ・マミー」の橋本君
演 - 菅原大吉
桐生信金の職員で受付業務担当。『サン・トワ・マミー』を原曲歌詞のフランス語らしき言葉で歌唱する。予選会3
「さざんかの宿」
演 - 赤星昇一郎、増田由紀夫、鈴木静、もう1人の男性（役者名不明）
70歳前後ぐらいのお爺さん。薄毛のお爺さん。漁師らしき50代ぐらいのおじさん。カツラのような髪型のおじさん。
「ゲレンデがとけるほど恋したい」
演 - 横山知枝
ショートヘアで白いセーターを着た20代後半ぐらいの女性。
「チェリー・ブロッサム」
演 - 朝川ひろこ
緑色のドレスを着た30代前半ぐらいの女性。
「心の旅」
演 - ドン貫太郎
銀色のジャケットを着た50代半ばぐらいの男性。
「銀座カンカン娘」の坂上タマ
演 - 朝霧鏡子
亜麻色の着物を着た70代前半ぐらいのお婆さん。予選会で歌い出しのタイミングを間違える。
「渚にまつわるエトセトラ」
演 - 八月真澄
パーマがかったツインテールにストライプ柄のオーバーオールを着た40歳前後の女性。
「大阪ラプソディー」
演 - 宇納佑、渡辺絵里子、高橋かすみ、冬雁子
バスの運転手とバスガイドのような格好の男女2人組。60代前半ぐらいの着物姿の女性二人組。
「時の流れに身をまかせ」
演 - 深谷次郎、星野晃代
紺色のカーディガンを羽織った(プロデューサー巻きした)40代前半ぐらいの男性。上下ベージュの服を着た20代半ばぐらいの女性。
「天城越え」の徹子
演 - 永住千夏
作中の住職の娘。臨月を迎えた妊婦で、黄土色系のチェック柄のマタニティドレスを着て歌唱する。
「宗右衛門町ブルース」
演 - 益富信孝
和服姿の70歳前後のお爺さん。麗子の父の店内のテレビ越しに歌唱シーンが流れる。
「大志」
演 - 松美里杷、上村依子
それぞれダークブラウン色と紫色のベロア素材らしき服を着た50代後半ぐらいの女性2人組。

### 「のど自慢」のスタッフやゲスト歌手
〈のど自慢〉会場の受付
演 - 岡山はじめ
予選会本番前に出場者たちの受付を担当。香織のフリをする麗子と里香から、お互いの曲を交換して出場してもいいか尋ねられて許可する。
審査委員長
演 - 岸部一徳
予選会の本番前に審査員たちの控室でいた所、挨拶に来たあずさ1号とあずさ2号からフルーツバスケットの賄賂を差し出される。坂上タマの朗らかなキャラを気に入り本選出場にゴーサインを出す。本戦出場を決めた麗子に、予選会で着てきたブランド名が入った服は着てこないよう(NHKの立場上の理由による)伝える。
審査委員
演 - 林茂助、遠坂久
審査室で舞台上審査委員長と共に歌声とパフォーマンスなどを見聞きして、予選会では本選出場者の決定及び本選では合格者の決定をする。
鐘のおじさん
演 - 乙部春彦
「天城越え」の徹子の歌唱シーンなど「のど自慢」本選で審査員の審査を受けて、合否判定を知らせる鐘を鳴らす。
ディレクター
演 - 田口浩正
予選会の進行役で舞台上で次の出場者にマイクを渡したり本選出場者の発表も行う。また、本選当日は裏方としてインカムを使って他のスタッフとやり取りし、ハプニングにも対応するなど番組を支える。
金子辰雄
演 - 金子辰雄（特別出演）
本人役。アナウンサーで、冒頭ののど自慢の司会担当。また審査員たちと共に、本選出場を決めた人たちに予選会終了後に面談をして家族の話やのど自慢に参加する理由などを尋ねる。
坂本冬美
演 - 坂本冬美（特別出演）
本人役。のど自慢本選のゲスト歌手。また一年前の大会(冒頭のシーン)にもゲストし、「あばれ太鼓」の男性が歌唱後に客席の女性へのプロポーズをしたことに自身が口添えする。
大川栄策
演 - 大川栄策（特別出演）
本人役。のど自慢本選のゲスト歌手。本番前にトイレに行った所、一般出場者の男性から頼まれてその場で持ち歌である「さざんかの宿」を一節歌う。

### その他の人たち
「あばれ太鼓」
演 - 城明男
1年前の夏頃の「のど自慢」の本選参加者。枚方農協職員。土村春江に密かに片思いしており、歌唱後に司会者との会話の流れで舞台上から客席の彼女に公開プロポーズする。
土村春江
演 - 町田沙織
「あばれ太鼓」の職場の同僚。職場の友達と「のど自慢」の「あばれ太鼓」の応援で客席で見ていた所、彼からの突然のプロポーズに驚く。
栃木のプロモーター・阿部
演 - 桜金造
本作の冒頭で栃木県でショーを終えて帰る須貝と麗子を駅まで見送り、ホームで会話する。須貝によると阿部の妻について「顔はひどいけど魚を漬けるのは名人」と評されている。
ホテルのフロントマン
演 - 大石継太
宿泊に来た須貝から、ヘビセンターのことを尋ねられ、「ニシキヘビなど色々なヘビが10万匹ぐらいいる」と答える。
腹話術の師匠
演 - 川上のぼる
この道50年のベテラン腹話術師。藪塚温泉のとあるホテルの宴会場のショーで男の子の人形を使った腹話術を披露する。舞台袖にはけた後、出番を待つ麗子に腹話術で声をかける。
宴会の酔っ払い
演 - 九十九一
宴会場の麗子の歌謡ショーの席で酒に酔い、歌っている彼女に絡む。
フォックス毛皮の女
演 - 長曽我部蓉子
足立の愛人らしき女性。須貝との仕事の打ち合わせに行く足立にくっついて来たが、彼の仕事には興味がないためつまらなそうに過ごす。
回転寿司の「雨」
演 - 青柳文太郎
寿司屋の客で、同時間帯に麗子と須貝が昼食を食べに店に訪れる。三善英史の『雨』の歌が好きらしく、店内の有線放送で流れてきたこの曲に合わせてその場で一緒に歌い出す。
作曲家の先生
演 - 古尾谷雅人
須貝から麗子の次の曲作りを依頼される。麗子の「おしどり涙」のCDを「(カップリング曲も含めて)両方とも捨て曲」と辛口で評価する。
圭介の友達
演 - 日野陽仁
移動販売車で焼き鳥を焼く圭介のもとに訪れ、彼が以前経営していたラーメン屋について雑談を交わす。ダジャレ好き。
里香の友達
演 - 河井誠、北村有起哉、則友謙司、萩原健太郎
里香と同じ高校に通う。ある日里香を含めた女子3人とカラオケ店でたまたま鉢合わせし、途中から同じ部屋に集まって歌い始める。「のど自慢」に参加することをダサいと思っており、参加予定の里香をからかう。ちなみに自身たちは「カラオケ甲子園」というイベントに参加予定。
里香の友達・アキ
演 - 栗原海
口紅の土建屋
演 - でんでん
スナック「ほのぼの」の常連客。里香母子と顔なじみで、営業時間直前の「ほのぼの」に訪れて、偶然朋代と彼女の母が言い合っているのを見てしまう。
住職
演 - 由利徹
圭介の地元の顔なじみ。近藤が運転するタクシーに乗り会話する。また、予選会当日の朝に圭介に会い、美子に予選会に参加することを言わないよう頼まれる。
桐生信金の支店長
演 - 望月太郎
橋本君の上司。休日出勤した朝礼で、予選会に出ることになった橋本君のために他の職員と共に激励する。
桐生信金の朝礼当番
演 - 徳永廣美
橋本君の後輩職員。朝礼の最初に他の職員たちの前で接客三大用語の唱和を指揮する。
「大志」カラオケの客
演 - 竹岡真理
予選会前日に地元のカラオケ店に訪れて『大志』を歌う。
「天城越え」の徹子の入り婿
演 - 堀崎太郎
予選会に徹子の応援に駆けつけ本選通過の発表の時に隣で付きそい、彼女の名前が呼ばれて2人で喜ぶ。
近藤の妻
演 - 山口智恵
予選会終了後の会場に訪れ、近藤にタクシー営業所の職員が亡くなったことを告げる。
通夜の客
演 - 山上賢治
知人の通夜に訪れ、関係者に声をかける。

## 劇中曲

### 「のど自慢」以外で歌われる曲
『あばれ太鼓』
作詞：たかたかし／作曲：猪俣公章／原曲は、1987年に坂本冬美が歌唱した。
1年前の「のど自慢」のシーンで出場者の青年(「あばれ太鼓」)が歌う。
『渡良瀬橋』
作詞：森高千里／作曲：斉藤英夫／原曲は、1993年に森高が歌唱した。
冒頭の栃木のとある駅から群馬県方面の電車に乗る麗子と須貝が、車内で口ずさむ。
『あずさ2号』
作詞：竜真知子／作曲：都倉俊一／原曲は、1977年に狩人が歌唱した。
あずさ1号2号が「のど自慢」の練習で歌う。
『つんつん津軽』
作詞：荒木とよひさ／作曲：三木たかし／原曲は、1996年に林あさ美が歌唱した。
タクシーを運転中の近藤がカーステレオ(カセット)から流れるこの曲に合わせて歌う。
『大スキ!』
作詞・作曲：岡本真夜／原曲は、1997年に広末涼子が歌唱した。
カラオケ店で友人2人がこの歌を歌っていた所、後から来た里香がマイクを奪って歌う。
『HOWEVER』
作詞・作曲：TAKURO／原曲は、1997年にGLAYが歌唱した。
上記のカラオケ店で里香たちと偶然居合わせた同級生の男子2人が歌う。
『夢一天』
作詞：松井由利夫／作曲：水森英夫／原曲は、1998年に大川栄策が歌唱した。
麗子と須貝が訪れた回転寿司屋の店内でかかる有線放送の曲として流れる。
『雨』
作詞：千家和也／作曲：浜圭介／原曲は、1972年に三善英史が歌唱した。
上記の後、須貝が寿司屋の店員に頼んで有線放送のチャンネルを変えてこの曲を流してもらう。
『お祭りマンボ』
作詞・作曲：原六朗／原曲は、1952年に美空ひばりが歌唱した。
予選会を終えた麗子が、営業である旅館の宴会の客たちの前で歌唱する。
『河内おとこ節』
作詞：石本美由起／作曲：岡千秋／原曲は、1989年に中村美律子が歌唱した。
上記に続けて麗子が歌唱する。

### 「のど自慢」で歌われる曲
予選会のみで歌われる曲も含む。
『六本木心中』
作詞：湯川れい子／作曲：NOBODY／原曲は、1984年にアン・ルイスが歌唱した。
『ジョニィへの伝言』
作詞：阿久悠／作曲：都倉俊一／原曲は、1973年にペドロ&カプリシャスが歌唱した。
『サン・トワ・マミー』
作詞：サルヴァトール・アダモ／訳詞：岩谷時子／作曲：サルヴァトール・アダモ／原曲は、1962年にアダモが発表した後、日本では1964年に越路吹雪がカヴァーした。
『さざんかの宿』
作詞：吉岡治／作曲：市川昭介／原曲は、1982年にゲスト歌手を演じた大川が歌唱した。
『ゲレンデがとけるほど恋したい』
作詞・作曲：広瀬香美／原曲は、1995年に広瀬が歌唱した。
『さよならをもう一度』
作詞：阿久悠／作曲：川口真／原曲は、1971年に尾崎紀世彦が歌唱した。
『チェリーブラッサム』
作詞：三浦徳子／作曲：財津和夫／原曲は、1981年に松田聖子が歌唱した。
『心の旅』
作詞・作曲：財津和夫／原曲は、1973年にチューリップが歌唱した。
『銀座カンカン娘』
作詞：佐伯孝夫／作曲：服部良一／原曲は、1949年に高峰秀子が歌唱した。
『渚にまつわるエトセトラ』
作詞：井上陽水／作曲：奥田民生／原曲は、1997年にPUFFYが歌唱した。
『大阪ラプソディー』
作詞：山上路夫／作曲：猪俣公章／原曲は、1976年に海原千里・万里が歌唱した。
『時の流れに身をまかせ』
作詞：荒木とよひさ／作曲：三木たかし／原曲は、1986年にテレサ・テンが歌唱した。
『また逢う日まで』
作詞：阿久悠／作曲：筒美京平／原曲は、1971年に尾崎紀世彦が歌唱した。
『TOMORROW』
作詞：岡本真夜、真名杏樹／作曲：岡本真夜／原曲は、1995年に岡本が歌唱した。
『天城越え』
作詞：吉岡治／作曲：弦哲也／原曲は、1986年に石川さゆりが歌唱した。
『宗右衛門町ブルース』
作詞：平和勝次／作曲：山路進一／原曲は、1972年に平和勝次とダークホースが歌唱した。
『大志』（こころざし）本選4
作詞：たかたかし／作曲：市川昭介／原曲は、1997年にゲスト歌手を演じた坂本が歌唱した。
『花〜すべての人の心に花を〜』
作詞・作曲：喜納昌吉／原曲は、1980年に喜納が歌唱した。

## 興行
幅広い年齢層が楽しめる内容に仕上がったと前評判が高く、1998年春に各映画会社による興行権争いがあり、『虹をつかむ男 南国奮斗篇』の不振に悩み、制作本数を大幅に減らし、外部提携の積極作を打ち出した松竹が熱心にラブコールを送ったが、結局東宝に取られた。

## 舞台版
『音楽喜劇「のど自慢」〜上を向いて歩こう〜』の題で2017年6月29日 - 8月18日にかけて東京国際フォーラム ホールC他で公演。

### キャスト（舞台）
- 赤城麗子：森昌子
- 須谷保：河合郁人（A.B.C-Z）
- 赤城しずか：湖月わたる
- 立花景子（須谷の婚約者）：上原多香子
- 小川淳一：寺西拓人（ジャニーズJr.）
- 小川晃代：小川菜摘
- 源与作：モロ師岡
- 菅野真一：天宮良
- 赤木徳蔵：前田吟
- のど自慢司会者：生島ヒロシ/牧野尚之(ダブルキャスト)
- 吾妻：川谷修士（2丁拳銃）
- 椿：小堀裕之（2丁拳銃）
- 源清子：黒田こらん
- 吉澤：藤井びん
- 田代：八十田勇一
- 大島：Raychell
- 濱田：井元まほ
- 飯島：大入袋舞
- 井端：高山和之
- 松沢：優志
- 橋本：内河啓介
- 相澤：七尾カンナ
- 矢代：山内優花
- 佐伯：日沖和嘉子
- 田畑：ヴァチスト太田

### スタッフ（舞台）
- 原作：映画「のど自慢」
- 監修・演出：井筒和幸
- 脚本・演出：モトイキ シゲキ
- 美術：齋藤浩樹
- 照明：柏倉淳一
- 音楽：鎌田雅人
- 衣裳デザイン：北迫秀明
- 振付：藤林美沙
- ヘアメイク：中原雅子
- 歌唱指導：今井マサキ
- 音響：戸田雄樹
- 演出助手：大木玉樹
- 舞台監督：平山正仁
- 宣伝写真：加藤孝
- 宣伝美術：市川きよあき
- 制作：井口淳、小久保貴子、吉本麻子、秋元紗矢佳
- プロデューサー：元生茂樹、山浦哲也、黒永郁美
- 制作協力：オレガ
- 企画・製作：音楽喜劇「のど自慢」実行委員会（エイベックス・エンタテインメント、アイエス、プロデュースNOTE、サンライズプロモーション東京）

### 主な挿入歌
- せんせい / 赤城麗子（森昌子）
- 越冬つばめ / 赤城麗子（森昌子）、須谷保（河合郁人）・赤木しずか（湖月わたる）
- 永遠 / 赤木しずか（湖月わたる）
- デイドリーム・ビリーバー / 小川淳一（寺西拓人）
- 涙くんさよなら / 赤木徳蔵（前田吟）・小川晃代（小川菜摘）

### 公演日程
- 6月29日 - 7月4日 東京国際フォーラムホールC
- 7月22日 - 23日 新神戸オリエンタル劇場
- 8月12日 - 18日 中日劇場